# Hannelore Knuts
Hannelore Knuts, née le 4 novembre 1977  à Hasselt, est une actrice et mannequin belge.

## Biographie
Hannelore Knuts est apparue en couverture de Vogue à sept reprises, cinq fois pour Vogue Italia et une fois pour chacune des éditions coréenne et japonaise[source secondaire souhaitée].
Elle est la compagne du réalisateur et artiste plasticien Nicolas Provost.

## Filmographie
- 2011 : L'Envahisseur de Nicolas Provost
- 2012 : Dave de Wim Reygaert : David Bowie (rôle-titre - projet de Radio Soulwax)